# Vinesh Phogat
Vinesh Phogat (hindiül: विनेश फौगाट) (1994. augusztus 25. –) indiai szabadfogású női birkózó. A 2019-es birkózó-világbajnokságon bronzérmet nyert az 53 kg-os súlycsoportban, szabadfogásban. A 2015-ös, a 2017-es és a 2018-as birkózó Ázsia-bajnokságokon ezüstérmes lett 48, 50, illetve 55 kg-os súlycsoportokban. A 2018-as Ázsia Játékokon 50 kg-os súlycsoportban aranyérmet szerzett. A Nemzetközösségi Játékokon 2014-ben és 2018-ban is aranyérmet szerzett.

## Sportpályafutása
A 2019-es birkózó-világbajnokságon a bronzmérkőzésen a görög Maria Pevolaraki volt az ellenfele. A mérkőzést megnyerte 4-1-re.